# Thurston (Royaume-Uni)
Pour les articles homonymes, voir Thurston.
Thurston est un village et une paroisse civile du Suffolk, en Angleterre.